# Eupithecia furvipennis
Eupithecia furvipennis es una especie de polilla de la familia Geometridae. La especie fue descrita por primera vez por Paul Dognin habiendo sido descrita en 1906, con distribución en Argentina.

## Descripción
Es una polilla pequeña con una envergadura de 16 milímetros (0,6 plg). En su parte superior es de color gris leonado, los patrones negruzcos. Las alas constan de un punto celular pequeña pero bien marcado, unas sombras blanquecinas definidas en la localización exterior del ala anterior y un punto blanquecino paralelo al borde entre las venas.